# Sminthea
Sminthea es un género de hidrozoos de aguas abisales de la familia Rhopalonematidae.

## Especies
- Sminthea apicigastrica, Xu, Huang y Du, 2009[2]
- Sminthea eurygaster, Gegenbaur, 1857[3]
- Sminthea arctica, Hartlaub, 1909 (taxon inquirendum)[4]
- Sminthea globosa, Gegenbaur, 1857 (taxon inquirendum)[5]
- Sminthea leptogaster, Gegenbaur, 1857 (taxon inquirendum)[6]
- Sminthea tympanum, Gegenbaur, 1857 (taxon inquirendum)[7]